# Aristonio de Alejandría
Aristonio de Alejandría fue un gramático griego, del año 50 a. C.  Formó una gran variedad de composiciones gramaticales relacionadas con Homero, que se han perdido, excepto algunas fracciones sobre la Ilíada conservadas en los escolios.

## Obra
Entre los fragmentos conservados, destacan:
- Sobre los viajes de Menelaus.
- Sobre las señales decisivas de Odisea y la Ilíada.
- Sobre palabras no gramáticas.

La mayor parte de los pedazos conservados se guardan en el manuscrito Venetus A, de la Ilíada.